# King of Pain
King Of Pain — пісня The Police з альбому 1983 року Synchronicity. Другий сингл з альбому в США і четвертий у Великій Британії. Також це найуспішніший сингл гурту в США (він потрапив на третю сходинку Billboard в жовтні 1983 і п'ять тижнів очолював чарт Hot Mainstream Rock Tracks) після «Every Breath You Take». У Великій Британії пісня досягла 17-го рядка чартів в січні 1984-го.

## Список композицій
7": A&M / AM 176 (UK)
1. «King of Pain» — 4:59
2. «Tea in the Sahara» (Live) — 5:05

7": A&M / AM-2569 (US)
1. «King of Pain» — 4:59
2. «Someone to Talk To» — 3:08

12": A&M / AMX 176 (UK)
1. «King of Pain» — 4:59
2. «Tea in the Sahara» (Live) — 5:05